# Dźwierszno Małe
Dźwierszno Małe – wieś w Polsce położona w województwie wielkopolskim, w powiecie pilskim, w gminie Łobżenica.
Dźwierżno uzyskało lokację miejską przed 1487 rokiem, zdegradowane po 1572 roku. W latach 1954–1972 wieś należała i była siedzibą władz gromady Dźwierszno Małe. W latach 1975–1998 miejscowość administracyjnie należała do województwa pilskiego.